# Aksanarci
Aksanarci su izmišljena vrsta koja se pojavljuje u serijalu Zvjezdane staze: Enterprise. Podrijetlom su s planeta Axanara u alfa kvadrantu. Koža im je ljuskasta i blijedo-ljubičasta, kao u nekih reptila. Prosječan životni vijek Aksanarca je do 400 godina, zbog čega spadaju u jednu od dugovječnijih vrsta. Karakterizira ih niska čeona izbočina koja se iznad nosa račva na dva dijela. Aksanarci udišu atmosferu sastavljenu od vodika i metana.

## Prvi kontakt
Prvi poznati kontakt između Aksanaraca i ljudi dogodio se 2151. godine. S obzirom na to da je aksanarski jezik prilično kompliciran, Hoshi Sato, lingvistica na Enterpriseu E, je i uz pomoć univerzalnog prevoditelja imala problema u komunikaciji s njima. Enterprise je naposljetku ipak uspio uspostaviti dobre odnose s Aksanarcima.